# Penicillium camemberti

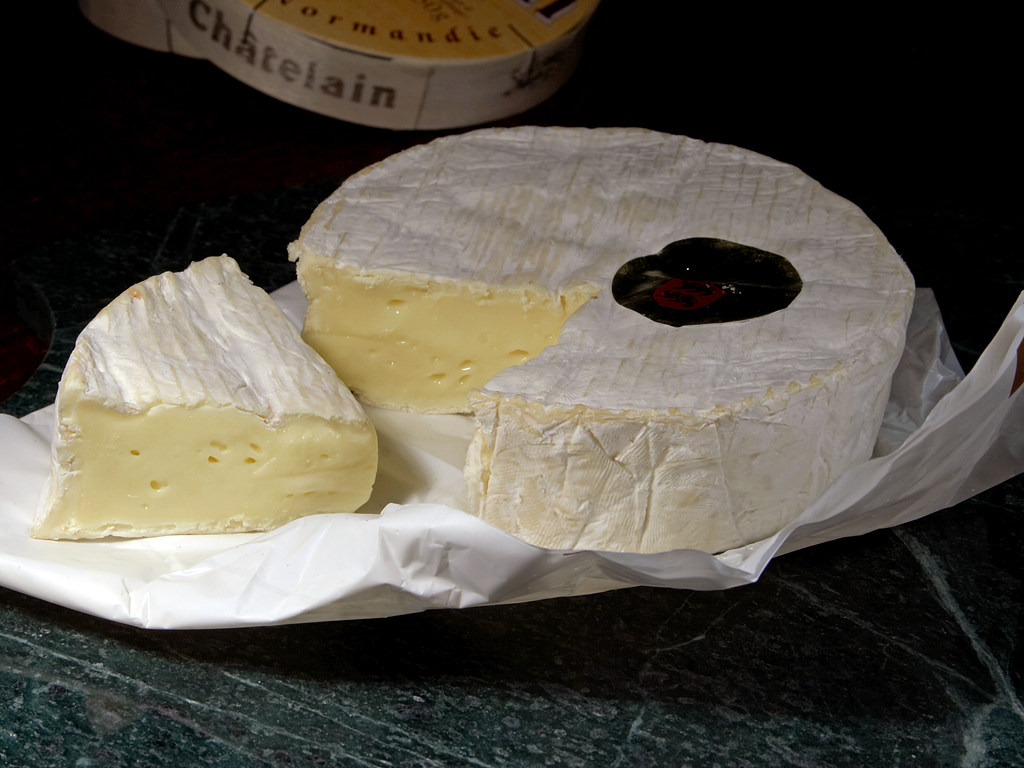
Camembert

Penicillium camemberti ist eine Species der Schimmelpilze aus der Gattung Penicillium aus der Familie der Aspergillaceae. Er wird für die Produktion von Camembert, Brie, Coulommiers und Cambozola verwendet. Die weiße, halbfeste Schicht (Rinde) auf diesen Käsen besteht überwiegend aus Penicillium camemberti, der für deren typischen Geschmack und Geruch verantwortlich ist. Eine Allergie gegen Penicilline muss nicht unbedingt bedeuten, dass man auf Schimmelkäse generell allergisch reagiert.
Für die Produktion von Weichkäse werden die Schimmelsporen manchmal in die Milch bzw. den Käsebruch eingetragen, meist aber nach dem Abtropfen der Molke auf den Käsebruch aufgesprüht.
Penicillium camemberti ist für die weiche, buttrige Konsistenz von Brie und Camembert verantwortlich; eine zu hohe Konzentration kann aber zu unerwünschtem bitterem, unangenehmem Geschmack führen.
Die Produktionsbedingungen für Weichkäse müssen streng eingehalten werden, um Fehlaromen oder gar Toxinbildung zu unterbinden.

## Geschichte
Die Erstbeschreibung von Penicillium camemberti geschah durch Charles Thom im Jahr 1906. Es war eine große experimentelle Leistung, die Bedingungen zu finden, unter denen die isolierten Pilze in Kultur gut gediehen, damit sie dichte Mycele bilden, die man zur Herstellung von Käse verwenden konnte.
Man erhielt 24 Penicillum-Isolate, die eine ziemliche taxonomische Konfusion auslösten. Indes sind diese Stämme nur antigenisch verwandt, mit Ähnlichkeiten in der Mikromorphologie, ähnlichen Wachstumsraten, Toxinproduktion und der Fähigkeit, in Wasser und bei niedriger Temperatur zu wachsen. L. Polonelli et al. entdeckten, dass man die 24 Stämme in neun Untergruppen einteilen kann. Dies zeigt an, dass Penicillium commune Thom der Wildtyp ist bzw. der Stamm, der in der Natur vorkommt, als „Stammvater“ von Penicillium camemberti.
Das komplette Genom von Penicillium camemberti wurde 2014 veröffentlicht.

## Toxikologische Eigenschaften

Cyclopiazonsäure

Wie viele Pilze kann auch Penicillium camemberti ein Toxin produzieren, in seinem Fall ist es die Cyclopiazonsäure. Der Gehalt an diesem Mykotoxin hängt sowohl vom verwendeten Stamm als auch von den Lagerbedingungen, speziell der Lagertemperatur ab, bei denen der Pilz gewachsen ist. Das Toxin ist normalerweise in der Rinde höher konzentriert als im Inneren. Als gesundheitlich unbedenklich wird eine tägliche Aufnahme von weniger als 4 Mikrogramm angesehen. Da die Ausscheidung des Toxins einen Selektionsvorteil darstellt und natürlich ist, für die Konsumenten aber bedenklich sein kann, wird empfohlen, schwächere Stämme für die Käseproduktion zu verwenden. Andere Schimmel, die Cyclopiazonsäure bilden können, sind Penicillium cyclopium und Penicillium griseofulvum.

## Verwendung in anderen Lebensmitteln
Da Penicillium camemberti für den Hauptgeschmack und -geruch verschiedener Käse verantwortlich ist, wird er auch bei der Herstellung anderer Lebensmittel verwendet. Beispiele sind Rohwürste wie Salami. José M. Bruna und sein Team fanden im Aroma als typische Komponenten Ammoniak, Ketone wie Aceton, primäre und sekundäre Alkohole, verschiedene Ester und Aldehyde. P. camemberti betreibt Proteolyse (= Abbau von Proteinen), wobei freie Aminosäuren gebildet werden, und Lipolyse (= Fettspaltung), wobei u. a. freie Fettsäuren entstehen, die neben anderen flüchtigen Verbindungen das typische Reifearoma ausmachen. Der Pilz bildet zudem ein Mycel, das Lipide speichert, die auch für den Geschmack und den Geruch der reifen Wurst mitverantwortlich sind.